# NGC 5476
NGC 5476 (również PGC 50429) – galaktyka spiralna (Sd), znajdująca się w gwiazdozbiorze Panny. Odkrył ją William Herschel 5 marca 1785 roku.